# عبد العزيز نوار
عبد العزيز سليمان نوار 1936-2006،مؤرخ عربي، مصري معروف متخصص بالتاريخ العربي الحديث.كتب الكثير من الدراسات والبحوث المتعلقة بالفترة العثمانية،  والعراق العثماني بشكل دقيق.وقد تميزت كتاباته بالرصانة، والدقة، والعودة إلى الوثائق، والمصادر الأصيلة المتمثلة بوثائق الشهر العقاري، وسجلات المحاكم والدواوين وكتب الرحالة والقضاء الشرعي ودفاتر الالتزام.

## مسيرة حياته
ولد في كفر شكر في شمال عاصمة مصر في 25 ايار –مايو سنة 1936 و هو نجل العالم الأزهري و أحد أعضاء هيئة كبار العلماء الامام سليمان عبد الرازق نوار وأكمل دراساته الابتدائية والإعدادية، وعمل في مطلع حياته معلما بعد حصوله على الدبلوم وبعدها دخل كلية الآداب في جامعة عين شمس وحصل على الليسانس في التاريخ.ثم واصل دراسته العليا، ونال الماجستير من معهد البحوث والدراسات العربية التابع لجامعة الدول العربية سنة 1969، وكان موضوع رسالته: «الدولة السعودية الأولى 1745-1818». كما نال شهادة الدكتوراه سنة 1973 وكانت أطروحته بعنوان: «الريف المصري في القرن الثامن عشر» ومما تتسم به دراساته أنها تعتمد الوثيقة غير المنشورة أساسا لها.
شغل مناصب أكاديمية وإدارية عديدة منها رئاسته لقسم التاريخ بكلية الدراسات الإنسانية بجامعة الأزهر الشريف.كما انتدب أستاذا زائرا في جامعات مهمة منها عربية ويابانية وأميركية.
وقد عرف عنه إنصافه للعثمانيين ورد التهم عنهم بأنهم كانوا وراء ركود وتخلف الوطن العربي واستند في رؤاه هذه على حقيقة أن الكتاب والمؤرخين الغربيين ومن ارتبط بهم فكريا من المؤرخين العرب كانوا وراء تلك الاتهامات التي لم تستند على وثائق أو مصادر حقيقية مهمة ورصينة بل انطلقت من إيديولوجيات سياسية.
كان الأستاذ الدكتور عبد العزيز نوار، مهتما بجمع الوثائق وتحليلها والاستفادة منها في بحوثه.كما حقق بعض المخطوطات المهمة.ومن الكتب التي حققها ونشرها كتاب «الدرة المصانة في أخبار الكنانة» لمؤرخ الأمير أحمد الدمرداش الذي يؤرخ لمصر بين سنتي 1689و1755 م.كما حقق كتاب المؤرخ المصري الكبير الجبرتي «عجائب الآثار في التراجم والأخبار».وقد أشرف الأستاذ الدكتور عبد الرحيم عبد الرحمن عبد الرحيم على عشرا من طلبة الدراسات التاريخية العليا ويقينا أن ما تركه من كتب تربو على ال20 كتابا وعدد كبير من البحوث والدراسات المنشورة وغير المنشورة سيكون ثروة علمية للدارسين والمهتمين بالتاريخ العربي الحديث. ومما يفرح أن دارة الملك عبد العزيز في الرياض بالمملكة العربية السعودية قد اشترت، على ما اعتقد، من ورثته مكتبته الخاصة وبدأت بفرزها وإيداعها في الدارة وتتألف مكتبته من قرابة (8000) عنوان باللغة العربية واللغات الأجنبية في مجالات التاريخ والجغرافيا والأدب بينها رسائل جامعية، وصور فوتوغرافية، ومخطوطات، ودوريات مسلسلة وما شاكل ذلك.وقد أكدت مصادر علمية في الدارة أن مكتبة الأستاذ الدكتور قد أضافت للدارة مصادر ستجعلها من دور الوثائق والمكتبات الوطنية المهمة في العالم. ، كانت وفاته في 10 كانون الثاني 2006.

## مؤلفاته
من مؤلفات الأستاذ الدكتور عبد العزيز سليمان نوار:
- 1.	المصالح البريطانية في انهار العراق، مكتبته الانجلو المصرية، (القاهرة، 1968).
- 2.	مصر والعراق: دراسة في تاريخ العلاقة بينهما، مكتبة الانجلو المصرية،(القاهرة، 1968).
- 3.	التاريخ الأوربي الحديث من عصر النهضة حتى نهاية الحرب العالمية الأولى ألفه مع السيد محمود محمد جمال الدين،1999 .
- 4. تاريخ الشعوب الإسلامية: الاتراك العثمانيون، الفرس، مسلموا الهند،1973 .
- 5.	تاريخ الولايات المتحدة الأمريكية مع محمود محمد جمال الدين، دار الفكر، القاهرة،2000
- 6.	وثائق تاريخ العرب الحديث، الجزء الأول، الجزيرة العربية في الوثائق البريطانية ألفه مع ابنته راندا عبد العزيز نوار.
- 7.	تاريخ أوروبا والعالم الحديث
- 8.	وثائق تاريخ العرب الحديث
- 9.	التاريخ المعاصر: أوروبا من الثورة الفرنسية إلى الحرب العالمية الثانية ألفه مع عبد المجيد نعنعي 1973
- 10.	النهضة العربية الحديثة ألفه مع ابنته راندا
- 11.	تاريخ مصر الاجتماعي، دار الفكر العربي، القاهرة،2000
- 12.	التاريخ الأوربي الحديث من عصر النهضة إلى مؤتمر فيينا، ألفه بالاشتراك مع الدكتور عبد الحميد البطريق، دار النهضة العربية للطباعة والنشر والتوزيع، بيروت،1997.
- 13.	تاريخ العرب المعاصر: مصر والعراق، نشره سنة 1973.[2]

## مقالاته
- 1.	((البابية والبهائية في القرن التاسع عشر))، وقد نشره ضمن عنوان رئيسي (مذاهب في العراق) في مجلة الهلال عدد أول ديسمبر / كانون الأول سنة 1965.
- 2.	((مصر والخليج العربي في القرن التاسع عشر))، وقد نشره في مجلة الهلال عدد نوفمبر_ تشرين الثاني 1964.
- 3.	((ثورة 1919 وأثرها في الحركات النضالية))، ومنها ثورة 1920 في العراق وقد نشره عدد ديسمبر/ كانون الأول سنة 1966.
- 4.	((البحرين.. تاريخ ووثائق))، وقد نشره في مجلة الهلال عدد يوليو_تموز 1966.
- 5.	((العراق وصراع بعثات التبشير))، وقد نشره في مجلة الهلال عدد مايو_أيار 1965.
- 6.	((ثورة 1832 في العراق))، وقد نشره في مجلة الهلال عدد أول فبراير_شباط 1965.
- 7.	((بين العراق ومصر في القرن 19))، وقد نشره في مجلة الهلال عدد أول أغسطس_ آب 1964.
- 8. .	((التبشير البروتستانتي في العراق))، وقد نشره في مجلة الهلال عدد أول يونيو_ حزيران 1965.
- 9.	((انهار العراق والسيطرة البريطانية في القرن 19))، وقد نشره في مجلة الهلال عدد أول يناير_كانون الثاني 1966.
- 10 .((طوائف غريبة: اليزيدية))، وقد نشره في مجلة الهلال، عدد أول يناير –كانون الثاني 1965.[2]